# 原宿駅

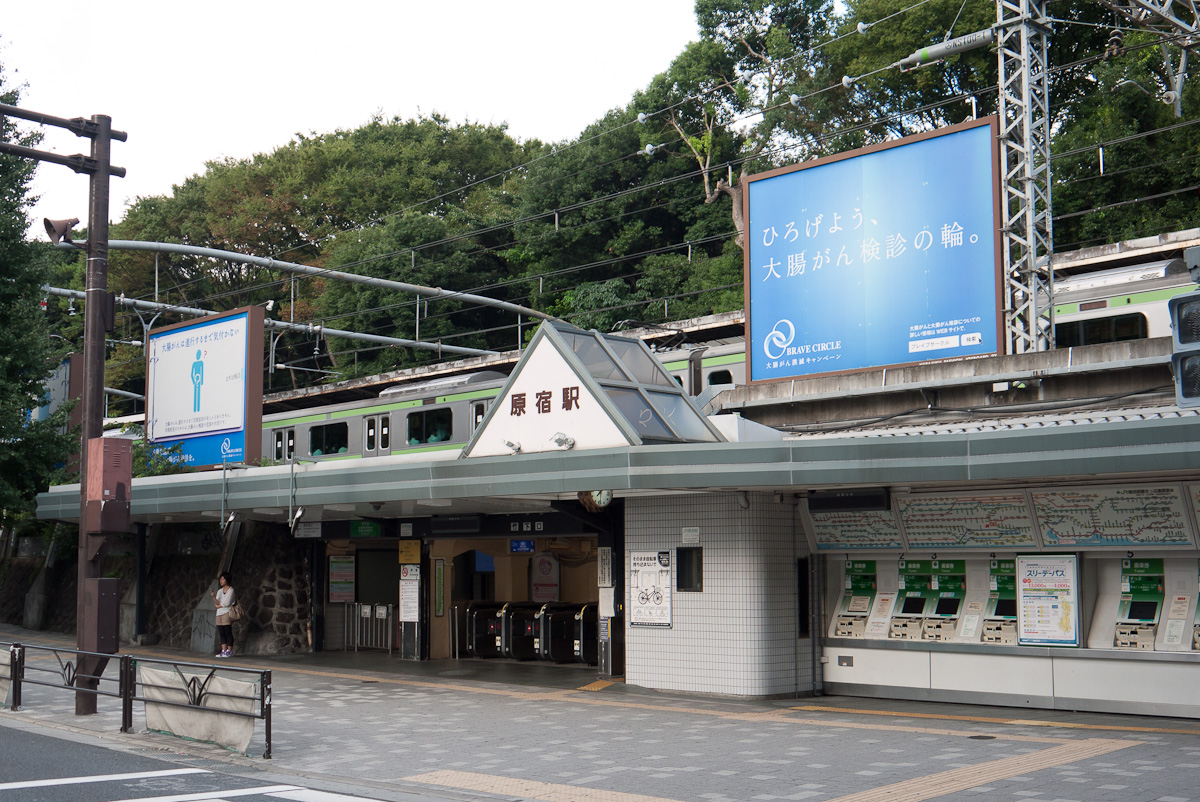
竹下口（2011年9月）

原宿駅（はらじゅくえき）は、東京都渋谷区神宮前一丁目にある、東日本旅客鉄道（JR東日本）山手線の駅である。駅番号はJY 19。

## 概要
駅名は、開業当時に近隣にあった地名である原宿（東京府豊多摩郡千駄ヶ谷村大字原宿）から。
特定都区市内制度における「東京都区内」および「東京山手線内」に属している。また、近接する東京地下鉄（東京メトロ）千代田線の明治神宮前駅との連絡運輸が実施されている。なお、東京メトロ副都心線との接続駅は渋谷駅となるため、この駅での連絡運輸はないが、車内自動放送においては双方とも乗り換え案内がなされている。
原宿の玄関口であり、駅東側は表参道や竹下通りを中心にファッション・ショッピングの街が広がり、若者を中心に賑わいをみせている。一方、西側は明治神宮や代々木公園の森林に接している。
二代目となる旧駅舎は1924年に竣工した木造建築で、都内で現存する木造駅舎で最も古かった。建物は二階建てで、尖塔付きの屋根に白い外壁、露出した骨組という特徴を持つイギリス調のハーフティンバー様式が用いられていた。窓格子は二重斜格子文で、階段に使用されていた廃レールには「1950」の刻印が見られていた。新宿ゴールデン街とともに外国人観光客の注目を集めるスポットとして紹介されていた。

## 歴史

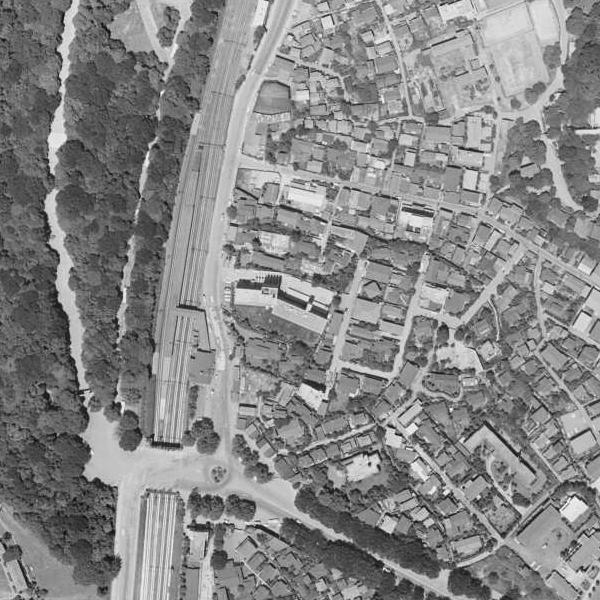
原宿駅周辺の白黒空中写真（1963年6月26日撮影）

開業時は乗降客が少なかったが、1919年（大正8年）に明治神宮が造営された後には発展を続けた。乗降客が増加した1929年（昭和4年）には坂下口地下道（現・竹下改札）、1939年（昭和14年）には明治神宮側臨時プラットホーム（現在の2番線ホーム）が設置されている。

### 戦前
- 1906年（明治39年）
  - 10月30日：日本鉄道の駅として開業。同時に貨物営業も開始。駅は現在位置より代々木駅寄りにあった[4][注釈 1]。
  - 11月1日：日本鉄道が国有化され、国有鉄道の駅となる[1]。
- 1909年（明治42年）10月12日：線路名称制定により山手線の所属となる。
- 1914年（大正3年）
  - 5月24日：昭憲皇太后の葬儀が隣接する代々木練兵場で行われる。原宿駅南方より引き込み線を敷設し、霊柩列車出発用の代々木仮停車場を設ける[7]。
  - 12月18日：駅北側（代々木駅寄り）に原宿変電所設置[7]。京浜線電化にあたって新設された矢口変電所から受電し、総容量1,000 kWで直流600 Vを給電した[7]。
- 1916年（大正5年）1月：明治神宮造営のために駅北部から分岐する引き込み線を設置[4]。
- 1920年（大正9年）11月1日：明治神宮が完成、鎮座祭が行われる[4]。
- 1922年（大正11年）
  - 7月12日：渋谷駅 - 当駅間が複々線化[4]。
  - 11月11日：原宿変電所廃止[7]。
- 1923年（大正12年）9月1日：関東大震災。
- 1924年（大正13年）
  - 6月：開業当初よりも南寄り（渋谷駅寄り）の現在地に移動[8]。現在に続くイギリス風木造駅舎が竣工、設計は鉄道省技師の長谷川馨[4]。
  - 12月：当駅 - 新大久保駅間が複々線化。
- 1925年（大正14年）10月15日：原宿変電所跡地に原宿駅側部乗降場（宮廷ホーム）が完成。大正天皇が日光・沼津・葉山の御用邸へ静養に出発する専用の目的で建設された。
- 1940年（昭和15年）1月1日：臨時ホームの使用を開始[9]。
- 1941年（昭和16年）2月1日：貨物取り扱いを廃止[1]。
- 1945年（昭和20年）4月14日：太平洋戦争下の空襲により駅舎に直撃弾を受けるも全て不発で、焼失を免れる。

### 戦後
戦災からの復興の過程で、隣接する千駄ヶ谷地区には連れ込み宿が林立、原宿駅前にも同様の旅館が出現した。それらを一掃しようという運動が近隣住民やPTAを中心に行われ、原宿駅を含む原宿地区は1957年（昭和32年）、文教地区の指定を受けた。その結果、風俗営業は姿を消した。
- 1952年（昭和27年）10月14日：鉄道開業80周年を記念して「皇室専用ホーム」の一般公開を実施。復元された北海道最初の蒸気機関車「義經」「しづか」が展示された。
- 1972年（昭和47年）10月20日：帝都高速度交通営団（営団地下鉄）の明治神宮前駅が付近に開業。
- 1976年（昭和51年）7月：みどりの窓口の営業を開始[11]。
- 1987年（昭和62年）
  - 4月1日：国鉄分割民営化に伴い、東日本旅客鉄道（JR東日本）の駅（山手線所属）となる[1]。
  - 7月1日：目白駅とともにホームの全面禁煙を試行（1994年9月まで[新聞 2]）[新聞 3]。なお、他の駅で喫煙コーナー設置による分煙が採用されたため、統一する形でいったん取りやめとなった後、2009年4月より再度全面禁煙化された。
- 1991年（平成3年）3月8日：表参道改札に自動改札機を設置[12]。
- 1992年（平成4年）12月4日：竹下口に自動改札機を設置[13]。
- 1997年（平成9年）：「関東の駅百選」に認定される[14]。選定理由は「神宮の森の緑とマッチしている西洋風の駅舎」[14]。
- 2001年（平成13年）11月18日：ICカード「Suica」の利用が可能となる[報道 1]。
- 2014年（平成26年）12月13日：ホームドアの使用を開始。
- 2017年（平成29年）1月31日：みどりの窓口の営業を終了。
- 2020年（令和2年）3月21日：新駅舎が供用開始[報道 2][新聞 4][新聞 5]。外回りホーム（旧2番線）が新ホームへと移動[報道 2][新聞 4][新聞 5]。

## 駅構造
単式ホーム2面2線を有する地上駅。
表参道口にはトイレが設置され、改札外に東京地下鉄（東京メトロ）の明治神宮前駅への乗り換え口がある。コンコースとホームを連絡するエスカレーターとエレベーターが設置されており、バリアフリー措置が取られているが、竹下口にはこのような設備はなく、改札口があるのみである。また、竹下口にはお客さまサポートコールシステムが導入されており、早朝・深夜はインターホンによる案内となる。
元々は島式ホーム1面2線として供用していたが、2020年（令和2年）3月21日より外回り（2番線）ホームを明治神宮に面する単式ホームに移し、方向別のホームとなった。それまでの明治神宮側のホーム（旧・3番線ホーム、1940年元日より供用開始）は例年、明治神宮の初詣客が集中する期間のみ使用する臨時ホームとなっており、この際の外回り電車は臨時ホーム側で乗降を扱い、島式ホーム側（旧・2番線ホーム）は使用を中止していた。

### のりば
| 番線 | 路線   | 方向   | 行先                         |
| ---- | ------ | ------ | ---------------------------- |
| 1    | 山手線 | 内回り | 渋谷・品川・浜松町・東京方面 |
| 2    | 山手線 | 外回り | 新宿・池袋・上野方面         |

（出典：JR東日本:駅構内図）
- 表参道改札と切符売り場（2020年3月）
- 竹下改札（2023年1月）
- 1番線ホーム（2022年8月）
- 2番線ホーム（2022年8月）
- 旧駅舎（2011年9月）
- 駅改良工事前の臨時ホームに立てられていた駅名板（2002年頃）
- かつて明治神宮にあった臨時出入口（2019年12月）

## 皇室専用ホーム

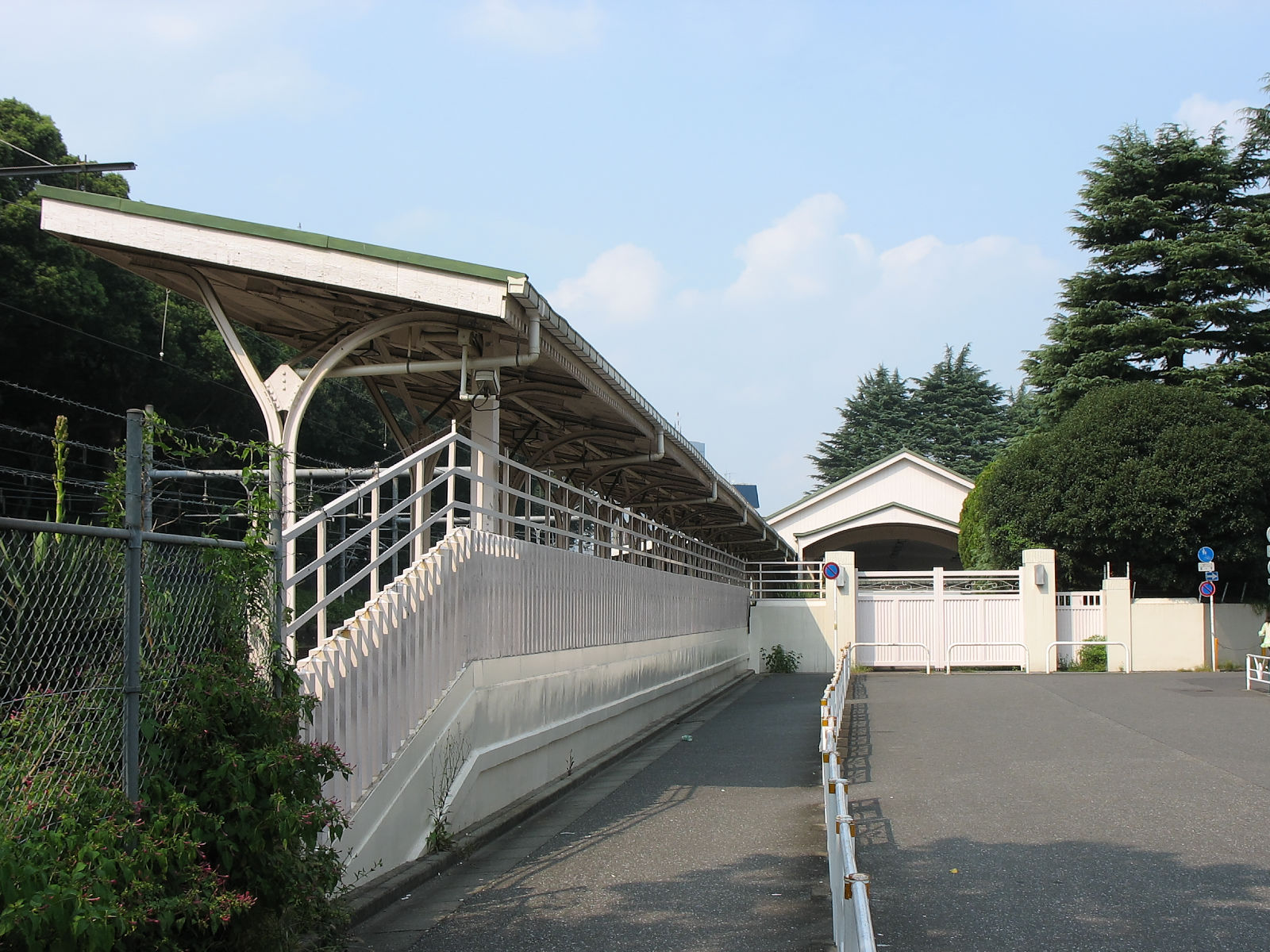
皇室専用ホームの入口付近（2008年9月）

駅北側（代々木駅寄り）の貨物線線路から分岐する形で設置されている、当駅に属する皇室専用の駅施設。この分岐は、明治神宮造営工事の資材輸送に使われた引き込み線を転用している。
正式な名称は原宿駅側部乗降場であるが、「北部乗降場」や「北乗降場」、「帝室御乗降場」などとも呼称され、「宮廷ホーム」の通称でも知られる。設置以来、お召し列車の発着に使われ、2013年（平成25年）時点では財務省とJR東日本の共同所有となっている。宮廷ホームを管理する都合上、原宿駅長は他の乗降客数が多い主要駅の駅長よりも比較的高い地位とされる。
有効長は217メートル、ホーム長は171メートルある。一般客が乗り降りする山手線のホームとは厳格に区別された宮廷ホームは簡素な造りで、屋根には古レールが使われているなど派手さはない。これは宮廷ホームが造られた当時、大正天皇が病気療養中だったためで、あまり派手な駅を作ると療養中の天皇が利用している姿が人目につき、健康を害している天皇の姿を国民が目の当たりにしたら、社会に動揺が広がることにもなりかねないと考えられ、あえて控えめに造られたとされている。敷地内にはホームの他に、信号扱所、貴賓室、待合室がある。
このホームが使用される際のみ、原宿駅は運転取扱駅へと一時的に昇格する。通常は当ホームの出発信号機・場内信号機はレンズ部分に黒い蓋をして使用停止とし、山手貨物線本線（通過線）側の出発信号機・場内信号機は閉塞信号機として扱っている。

### 大正
大正天皇が宮城（きゅうじょう、皇居の旧称）から沼津御用邸や葉山御用邸等へ静養に出発するための専用駅として設置された。
工事は1925年（大正14年）夏、旧原宿駅跡地、および旧原宿変電所跡地とその側線を転用する形で着工され、同年10月15日に完成した。同年12月17日には試運転が行われ、大正天皇が初めて利用したのは、1926年（大正15年）8月10日、葉山御用邸に出発する際であった。
しかしながら大正天皇は同年12月25日に葉山御用邸にて崩御。生前に利用したのは1度だけであった。同27日、皇居へ戻るに際して霊柩列車がこのホームに到着した。

### 昭和

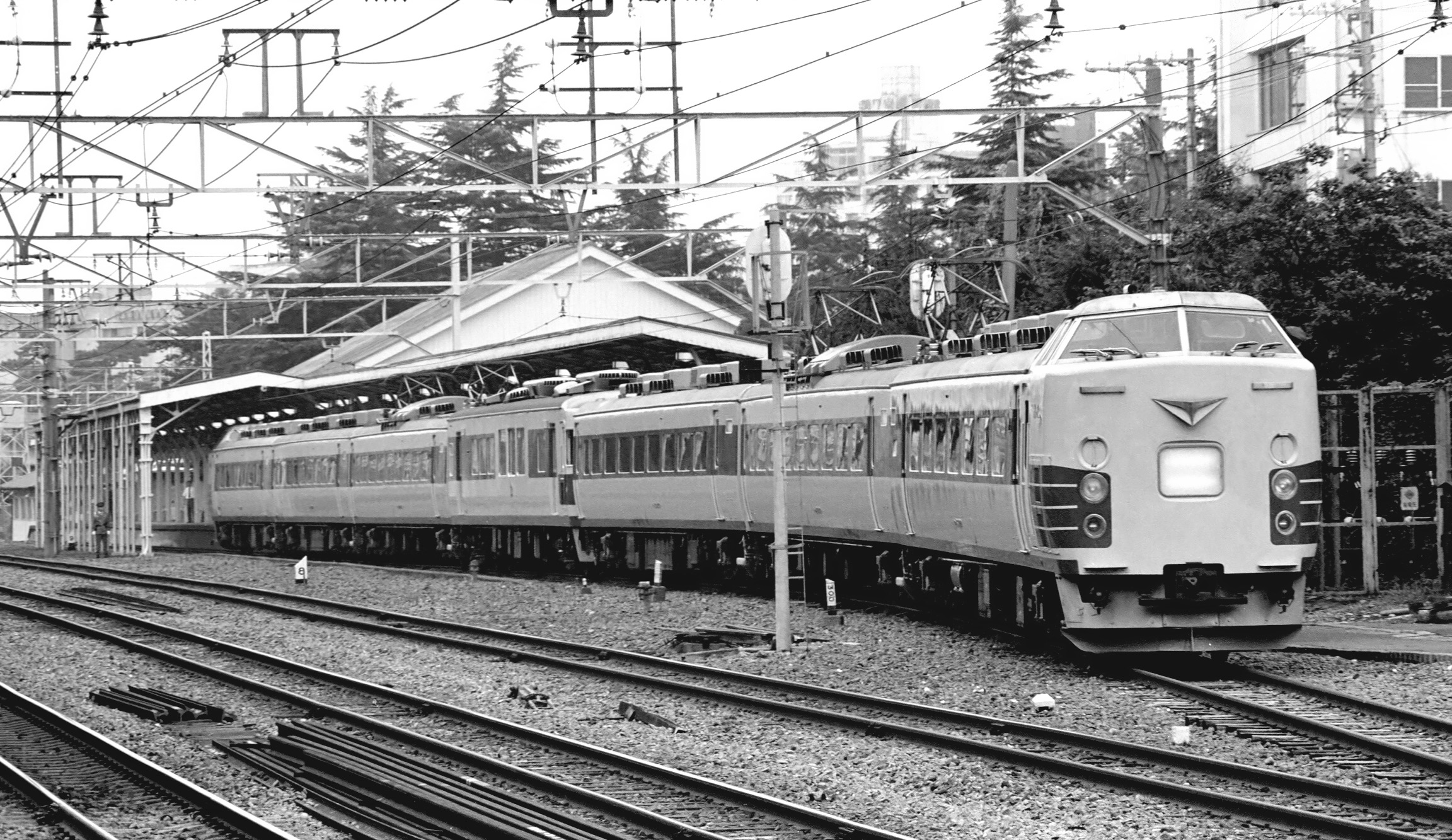
皇室専用ホームに入線する183系（貴賓車クロ157-1牽引）

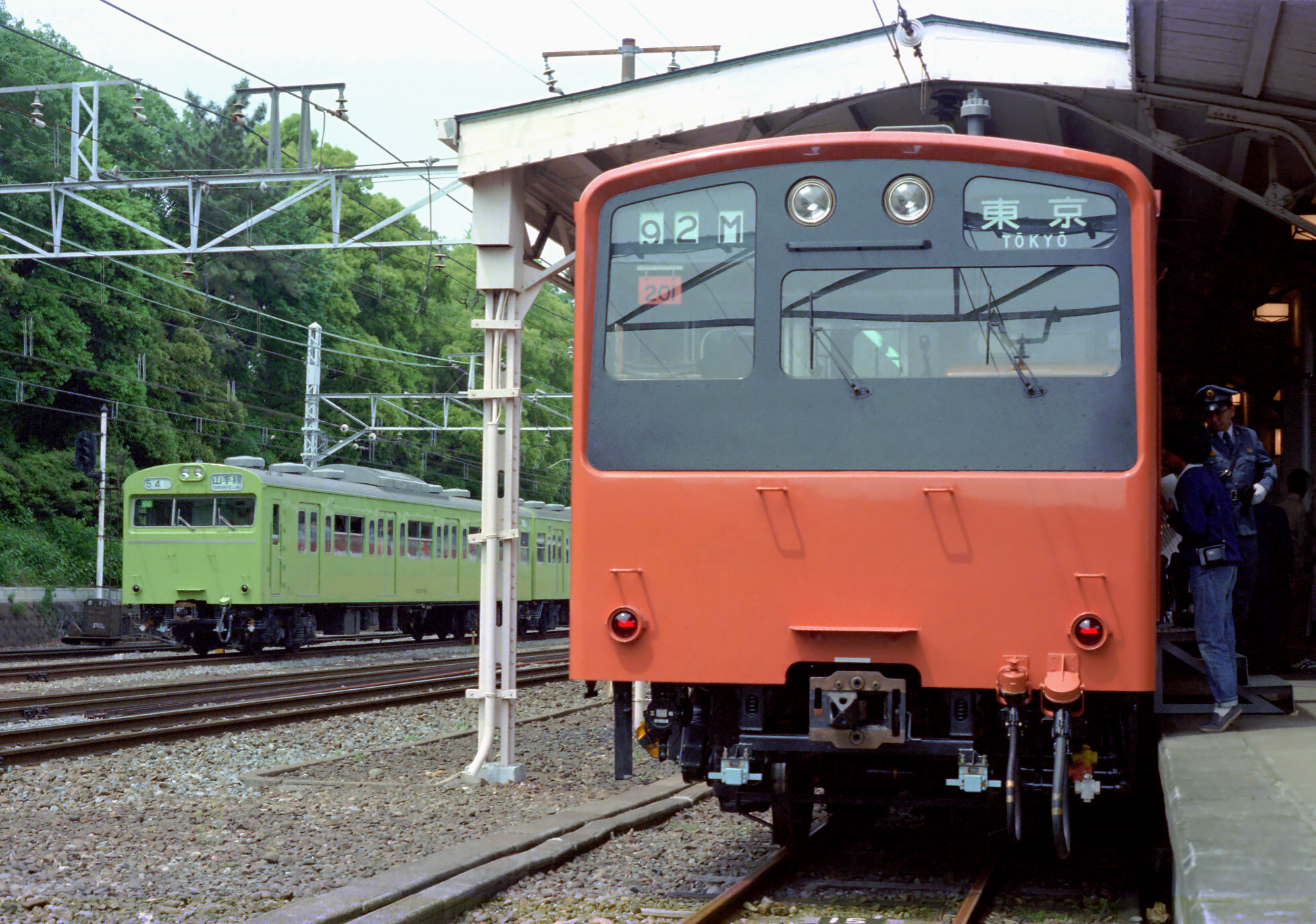
201系試作車展示会
（1979年5月）

昭和時代には昭和天皇・香淳皇后が那須御用邸（栃木県那須町）や須崎御用邸（静岡県下田市）、全国植樹祭などへ向かう（行幸啓）場合などに運行される専用のお召し列車が年に数回発着していた。また、香淳皇后が須崎・那須両御用邸へ静養のために向かう際には、このホーム発の専用列車に乗車していた。
昭和天皇がこのホームを利用する場合、三権の長（内閣総理大臣・衆議院議長・参議院議長・最高裁判所長官）、国務大臣、日本国有鉄道（国鉄）総裁、東京鉄道管理局（1969年（昭和44年）4月以降は東京西鉄道管理局）長が揃って「お見送り」をすることが、国鉄時代の慣わしであった。
皇族専用ホームは皇族による利用のほか、1979年（昭和54年）には201系電車の試作車展示や、1988年（昭和63年）にはパビリオン列車「アメリカントレイン」の出発式といった、各種イベントにも用いられた。

### 平成・令和
平成の時代になると天皇・皇后は東京駅を利用することが多く、それ以前に他交通機関の発達もあって鉄道利用が少なく、お召し列車の運行自体が稀になっている。
天皇が原宿駅の皇室専用ホームを最後に使用したのは2001年（平成13年）5月21日、第52回全国植樹祭から帰った際である。以来、第126代天皇徳仁が即位した令和時代も含め、皇室専用ホームを皇族が利用した実績はない。
原宿駅・皇室専用ホームが利用されなくなった背景には、山手貨物線が埼京線の延伸や湘南新宿ラインの運行開始などにより過密ダイヤとなり、お召し列車の運行には不適切になっているという事情もあるという。乗降場の周囲では草刈りは定期的に実施されているものの、場内信号機は白い蓋で塞がれており、分岐器が使用停止のまま長らく列車の発着がないためにレールが錆び付くなど、即座には使用できない状態となっている。一方、皇室専用ホームは廃止されたわけではなく、宮内庁では今後、国賓の地方への案内といった場合に使用される可能性が示唆されている。2020年には皇室専用ホーム周囲に新たにフェンスが設置された。
2016年10月30日に、原宿駅開業110周年の記念として、ホームと貴賓室の一般公開が行われた。

## 駅改良工事
2016年6月8日、2020年東京オリンピック・パラリンピックに向けて、千駄ケ谷駅、信濃町駅とともに駅舎の建て替えを含む改良工事が発表された。
年始のみ使用している臨時ホームを新宿・池袋方面行き外回り専用ホームとして常設化する。他、2階建ての駅舎に建て替え、エレベーターとエスカレーターの増設、トイレや表参道改札口と通路の拡張などが行われる。また、新駅舎は明治神宮側にも出入口が設置される。なお、今回常設化される外回り専用ホームにはホームドアも設置され、改良工事後の島式ホームは内回り渋谷・品川方面行き専用ホームになる。これらは、2020年3月21日より供用開始されている。
工事の影響により2019年の正月三が日はこのホームは使用されなかった。JR東日本は、駅舎2階の連絡通路から明治神宮側への降車専用仮通路階段を開設（2018年12月31日午後11時 - 2019年1月3日午後5時）するとともに、代々木駅での乗降を呼び掛けた。
新駅舎の供用開始後、現駅舎は解体され、跡地は現駅舎のデザインを防火基準に即した建材で再現した商業施設となる。2016年に改良工事の計画が発表されたのち、渋谷区長の長谷部健や地元住民が駅舎の解体に反対し保存の声を上げたが、法律が定める耐火性能を保てないことなどを理由として解体されることとなった。2020年8月7日にJR東日本は、新駅舎の隣に、旧駅舎に使われていた資材を可能な限り使用して、かつ外観も旧駅舎を極力再現して建て替えることを発表し、同年8月24日より解体工事に着手している。
旧駅舎解体後、2024年4月23日にJR東日本は、旧駅舎の外観を再現した上で商業施設として整備することを発表した。同年5月末ころより工事に着手し、2026年度冬の開業が予定されている。

## 利用状況
2023年度（令和5年度）の1日平均乗車人員は64,985人であり、JR東日本全体では巣鴨駅に次いで第64位。
1989年度（平成元年度）以降の1日平均乗車人員の推移は下記の通り。
| 年度               | 1日平均乗車人員 | 1日平均乗車人員 | 1日平均乗車人員 | 出典     |
| 年度               | 定期外          | 定期            | 合計            | 出典     |
| ------------------ | --------------- | --------------- | --------------- | -------- |
| 1989年（平成元年） |                 |                 | 70,838          | [ * 2 ]  |
| 1990年（平成02年） |                 |                 | 69,709          | [ * 3 ]  |
| 1991年（平成03年） |                 |                 | 69,331          | [ * 4 ]  |
| 1992年（平成04年） |                 |                 | 68,156          | [ * 5 ]  |
| 1993年（平成05年） |                 |                 | 67,208          | [ * 6 ]  |
| 1994年（平成06年） |                 |                 | 66,301          | [ * 7 ]  |
| 1995年（平成07年） |                 |                 | 67,265          | [ * 8 ]  |
| 1996年（平成08年） |                 |                 | 70,586          | [ * 9 ]  |
| 1997年（平成09年） |                 |                 | 71,058          | [ * 10 ] |
| 1998年（平成10年） |                 |                 | 71,819          | [ * 11 ] |
| 1999年（平成11年） |                 |                 | 71,946          | [ * 12 ] |
| 2000年（平成12年） |                 |                 | 71,364          | [ * 13 ] |
| 2001年（平成13年） |                 |                 | 72,392          | [ * 14 ] |
| 2002年（平成14年） |                 |                 | 72,463          | [ * 15 ] |
| 2003年（平成15年） |                 |                 | 72,400          | [ * 16 ] |
| 2004年（平成16年） |                 |                 | 71,685          | [ * 17 ] |
| 2005年（平成17年） |                 |                 | 73,446          | [ * 18 ] |
| 2006年（平成18年） |                 |                 | 75,149          | [ * 19 ] |
| 2007年（平成19年） |                 |                 | 76,788          | [ * 20 ] |
| 2008年（平成20年） |                 |                 | 74,524          | [ * 21 ] |
| 2009年（平成21年） |                 |                 | 75,581          | [ * 22 ] |
| 2010年（平成22年） |                 |                 | 71,456          | [ * 23 ] |
| 2011年（平成23年） |                 |                 | 69,750          | [ * 24 ] |
| 2012年（平成24年） | 47,354          | 24,117          | 71,472          | [ * 25 ] |
| 2013年（平成25年） | 47,713          | 23,152          | 70,866          | [ * 26 ] |
| 2014年（平成26年） | 48,090          | 22,676          | 70,766          | [ * 27 ] |
| 2015年（平成27年） | 50,476          | 23,256          | 73,733          | [ * 28 ] |
| 2016年（平成28年） | 52,754          | 23,330          | 76,084          | [ * 29 ] |
| 2017年（平成29年） | 51,091          | 23,262          | 74,353          | [ * 30 ] |
| 2018年（平成30年） | 51,669          | 23,672          | 75,341          | [ * 31 ] |
| 2019年（令和元年） | 48,861          | 23,717          | 72,579          | [ * 32 ] |
| 2020年（令和02年） | 24,058          | 17,021          | 41,080          |          |
| 2021年（令和03年） | 29,967          | 16,488          | 46,455          |          |
| 2022年（令和04年） | 40,615          | 17,109          | 57,724          |          |
| 2023年（令和05年） | 46,818          | 18,166          | 64,985          |          |

## 駅周辺
- 明治神宮
- 代々木公園
- 東郷神社、原宿東郷記念館
- 警視庁原宿警察署
- 明治通り
- 竹下通り
- 表参道
- 国立代々木競技場
- アドヴァン本社
- 明治神宮前駅（東京メトロ千代田線・副都心線）

## バス路線
最寄りバス停留所は原宿駅前、原宿駅入口、明治神宮の各停留所となる。
| 停留所名   | 運行事業者 | 系統・行先                                                          |
| ---------- | ---------- | ------------------------------------------------------------------- |
| 原宿駅前   | 都営バス   | 早81：早大正門 / 渋谷駅東口（循環）                                 |
| 原宿駅入口 | 京王バス   | ハチ公バス春の小川ルート：代々木八幡・新国立劇場方面 / 渋谷区役所   |
| 原宿駅入口 | 東急バス   | ハチ公バス神宮の杜ルート：表参道駅・千駄ヶ谷駅方面 / 渋谷駅ハチ公口 |
| 明治神宮   | 東急バス   | ハチ公バス神宮の杜ルート：表参道駅・千駄ヶ谷駅方面                  |

## 原宿ファッションジョイボード文化展
駅構内のホーム沿いに設置されている大型看板「原宿ファッションジョイボード」（縦3 m×横4 m）の17面全てを1週間限定で貸し切り、社会的・文化的メッセージのあるポスターの連作を展示する広告展開企画で、1979年12月から春と秋の年2回開催している。
- 1979年冬：原宿ものがたり
- 2002年春：ワールドカップ 日本代表がんばれ
- 2014年春：ブレイブサークル大腸がん撲滅キャンペーン”40歳になったら毎年、大腸がん検診を受けましょう！
- 2014年秋：『福島魅力再発見の旅』〜「福が満開、福のしま。」でお待ちしております〜
- 2015年春：パスワード―もっと強くキミを守りたい―[22]

## 隣の駅
東日本旅客鉄道（JR東日本）
 山手線
渋谷駅 (JY 20) - 原宿駅 (JY 19) - 代々木駅 (JY 18)

### 記事本文